# Aridaeus sumbaensis
Aridaeus sumbaensis es una especie de insecto coleóptero de la familia Cerambycidae. Estos longicornios son endémicos de la isla de Sumba (Indonesia).
A. sumbaensis mide unos 17 mm, estando activos los adultos en julio.